# Шранц, Карл
Карл Шранц (нем. Karl Schranz, род. 18 ноября 1938, Санкт-Антон, Тироль) — австрийский горнолыжник, доминировавший в мужском горнолыжном спорте во второй половине 1960-х и начале 1970-х годов. Является одним из наиболее успешных горнолыжников всех времён.
Спортивная карьера Шранца продолжалась с 1958 по 1972 год. За это время выиграл 20 крупных соревнований в скоростном спуске, множество в слаломе-гиганте и несколько в слаломе. В 1969 и 1970 годах выигрывал Кубок Мира в общем зачёте, в 1969 и 1970 годах также в скоростном спуске, а в 1969 ещё и в слаломе-гиганте. (Следующим после 1970 года австрийцем, завоевавшим кубок мира в общем зачёте, стал Херманн Майер в 1998 году). Если бы Кубок Мира проходил до 1968 года, он выиграл бы гораздо больше.
Несмотря на свои выдающиеся результаты, так и не смог стать олимпийским чемпионом. В 1960 году выступал с травмой. В 1972 году был дисквалифицирован за признание факта, что имел спонсорские контракты, то есть не был стопроцентным любителем. В это время выступление профессионалов на Олимпийских Играх было запрещено Олимпийской хартией, но практически все спортсмены имели спонсорскую поддержку. Инцидент вызвал заметную реакцию и в итоге привёл к реформам Международного олимпийского комитета. В 1964 году завоевал серебро в слаломе-гиганте, хотя выступал с гриппом. В 1968 году не выиграл ни одной медали. В первой попытке слалома показал лучшее время, а во второй не смог финишировать, так как въехал в одного из организаторов, вышедшего на трассу. Вынужден был стартовать снова и показал лучшее время, но был дисквалифицирован по решению трёх арбитров против двух за якобы пропущенные ворота. Предполагается что, так как француз Жан-Клод Килли к этому моменту уже выиграл скоростной спуск и слалом-гигант, организаторы олимпиады, проходившей во французском Гренобле, хотели любой ценой помешать Шранцу выиграть, чтобы Килли стал чемпионом на всех трёх дистанциях (вслед за успехом Тони Зайлера 1956 года).
Трижды становился чемпионом мира (чемпионаты тогда проходили раз в четыре года): скоростной спуск и комбинация в 1962 и слалом-гигант в 1970. Трижды — в 1959, 1962, 1970 годах — признавался австрийским спортсменом года.

## Спортивные достижения
- Олимпийские игры
  -  Серебряная медаль в слаломе-гиганте 1964, на Зимних Олимпийских Играх 1964 года, Иннсбрук.
- Чемпионаты мира
  -  Золотая медаль, скоростной спуск 1962
  -  Золотая медаль, комбинация, 1962
  -  Золотая медаль, слалом-гигант, 1970
  -  Серебряная медаль, слалом-гигант, 1962
  -  Бронзовая медаль, слалом-гигант, 1966
- Кубок мира — общий зачёт

| Год  | Дисциплина       |
| ---- | ---------------- |
| 1969 | Общий зачёт      |
| 1969 | Скоростной спуск |
| 1969 | Слалом-гигант    |
| 1970 | Общий зачёт      |
| 1970 | Скоростной спуск |

- Отдельные этапы кубка мира

| Дата            | Место проведения    | Дисциплина       |
| --------------- | ------------------- | ---------------- |
| 12 декабря 1968 | Валь-д'Изер         | Слалом-гигант    |
| 11 января 1969  | Венген              | Скоростной спуск |
| 18 января 1969  | Китцбюэль           | Скоростной спуск |
| 1 февраля 1969  | Санкт-Антон         | Скоростной спуск |
| 15 марта 1969   | Монт Сент-Анн       | Слалом-гигант    |
| 5 января 1970   | Адельбоден          | Слалом-гигант    |
| 23 января 1970  | Мегев               | Скоростной спуск |
| 1 февраля 1970  | Гармиш-Партенкирхен | Скоростной спуск |
| 10 февраля 1970 | Валь-Гардена        | Слалом-гигант    |
| 12 декабря 1971 | Валь-д’Изер         | Скоростной спуск |
| 14 января 1972  | Китцбюэль           | Скоростной спуск |
| 15 января 1972  | Китцбюэль           | Скоростной спуск |

## Личные достижения
- Командорский крест I степени Почётного знака «За заслуги перед Австрийской Республикой» (1998).
- Рыцарский крест I степени  Почётного знака «За заслуги перед Австрийской Республикой» (1980).
- Орден Дружбы (21 ноября 2008 года, Россия) — за большой вклад в развитие российско-австрийских спортивных и общественных связей[1].